# Lincoln Mark VIII
Lincoln Mark VIII — великий задньоприводний автомобіль з кузовом типу купе, що представлений в 1993 році компанією Ford.

## Опис

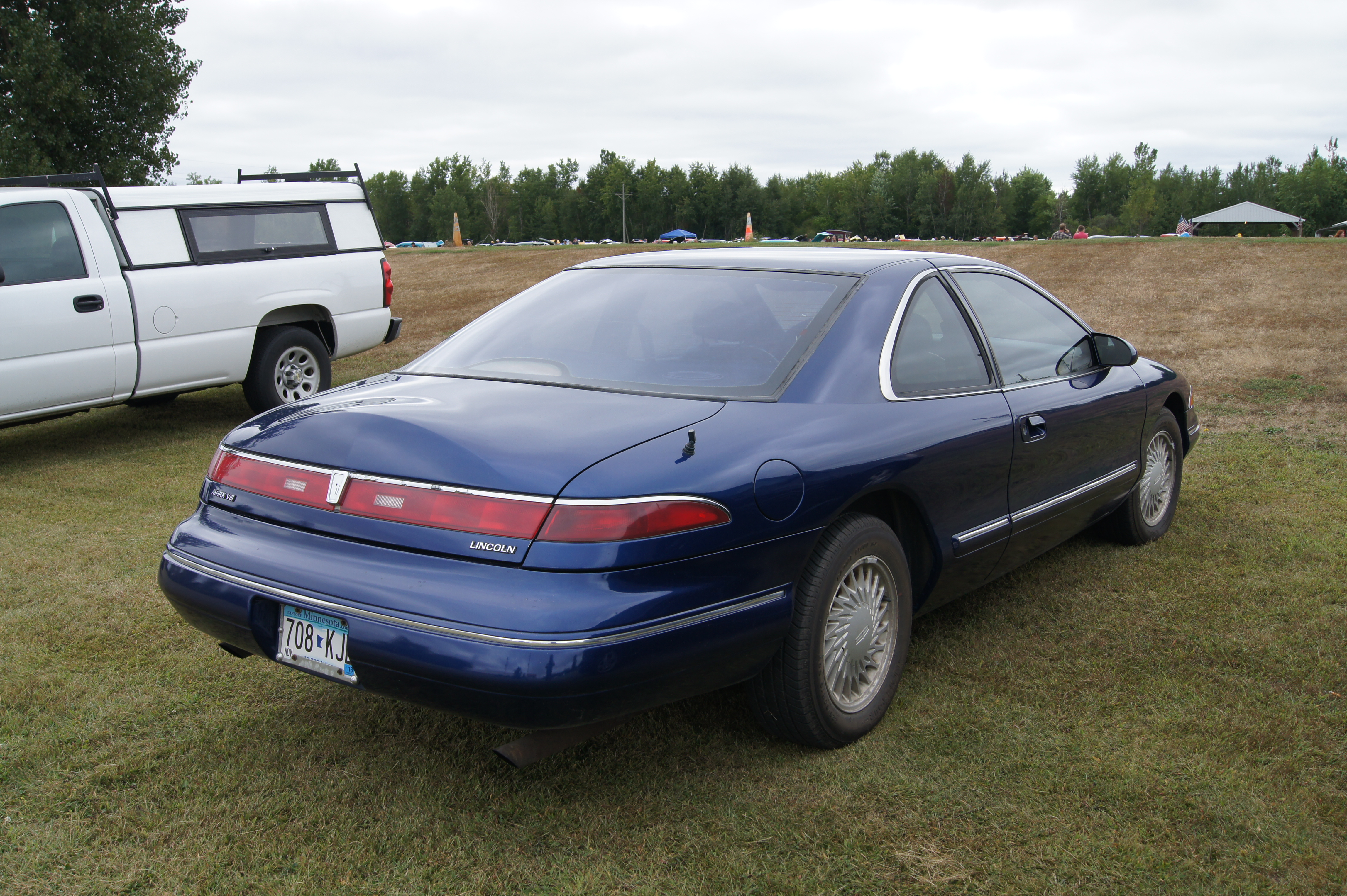
Lincoln Mark VIII

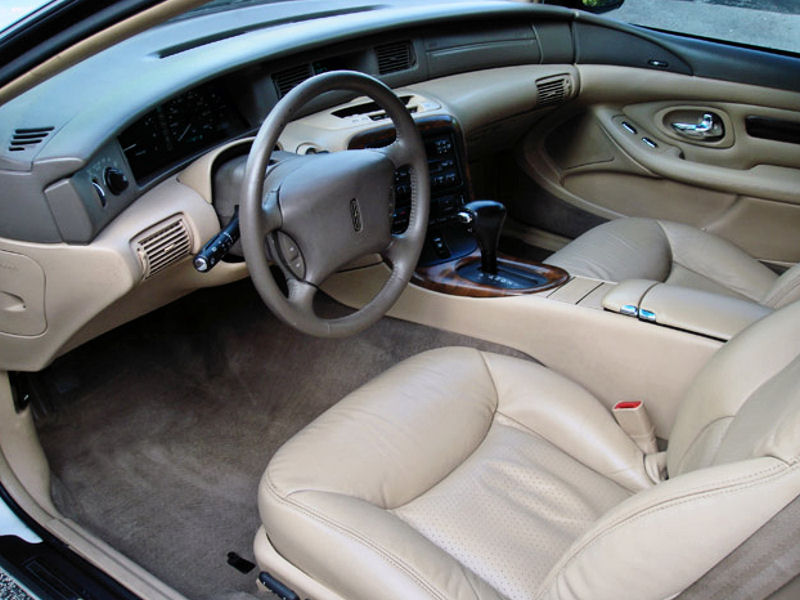
Lincoln Mark VIII

Mark VIII продовжує основні традиції сімейства Lincoln Mark. Модель Mark VIII збирався на заводі Ford у місті Вікс, Мічиган на платформі FN10, що є родиною платформи MN12, на якій збирається Ford Thunderbird та його преміум-версія Mercury Cougar.
Модель відрізняється багатою комплектацією, що сприяє максимальному комфорту: шкіряний салон, клімат контроль, круїз-контроль, електроприводи більшості аксесуарів і передніх сидінь, бортовий комп'ютер, регульована кермова рейка, система АБС і система курсової стійкості, дзеркала заднього виду і заднє скло з підігрівом, люк (як опція). Безпеку забезпечують дві фронтальні подушки безпеки - водійська та пасажирська.
Завдяки унікальному обтічному дизайну Марк VIII є автомобілем з мінімальним лобовим опором повітря, що коли не-будь досі виготовлявся компанією Ford.
Саме на Марку VIII була вперше представлена 32-клапанна версія двигуна сімейства Modular. V-подібний восьмициліндровий двигун з алюмінієвим блоком циліндрів оснащений чотирма клапанами на кожний циліндр, газорозподільна система приводиться в дію чотирма розподільчими валами з ланцюговим приводом. Двигун розвиває потужність 280 кінських сил і 386 Нм обертового моменту. 4-ст. АКПП типу AOD-E, оснащена системами кік-дауна і овердрайву.
Пневматична підвіска дозволяє Mark VIII завжди зберігати стандартний кліренс незалежно від завантаженості, однак на високій швидкості електронна система випаровує невелику кількість повітря з пневматичних подушек для зниження машини і зменшення опору повітря.

### Оновлена версія (1997-1998)

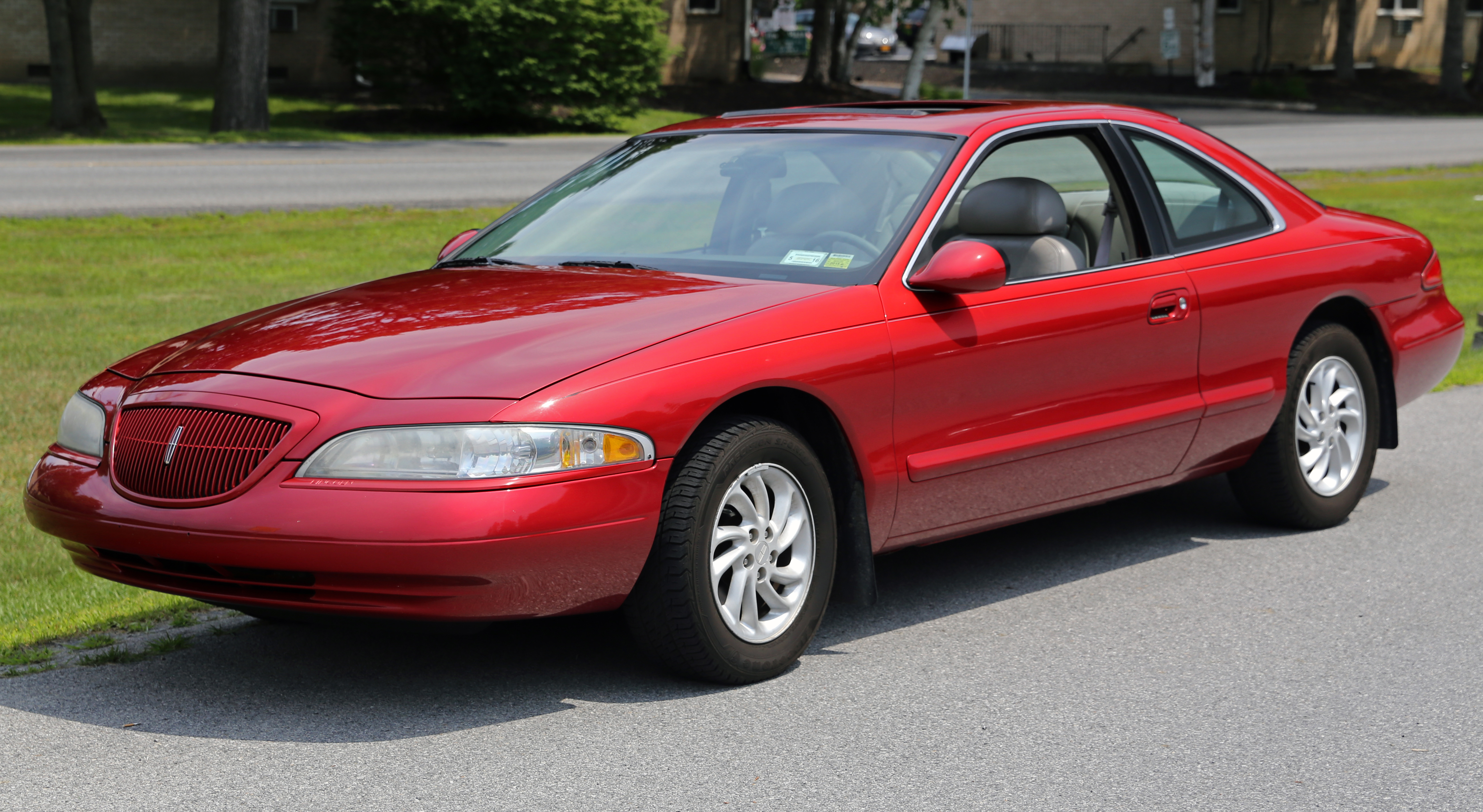
Lincoln Mark VIII LSC (1997-1998)

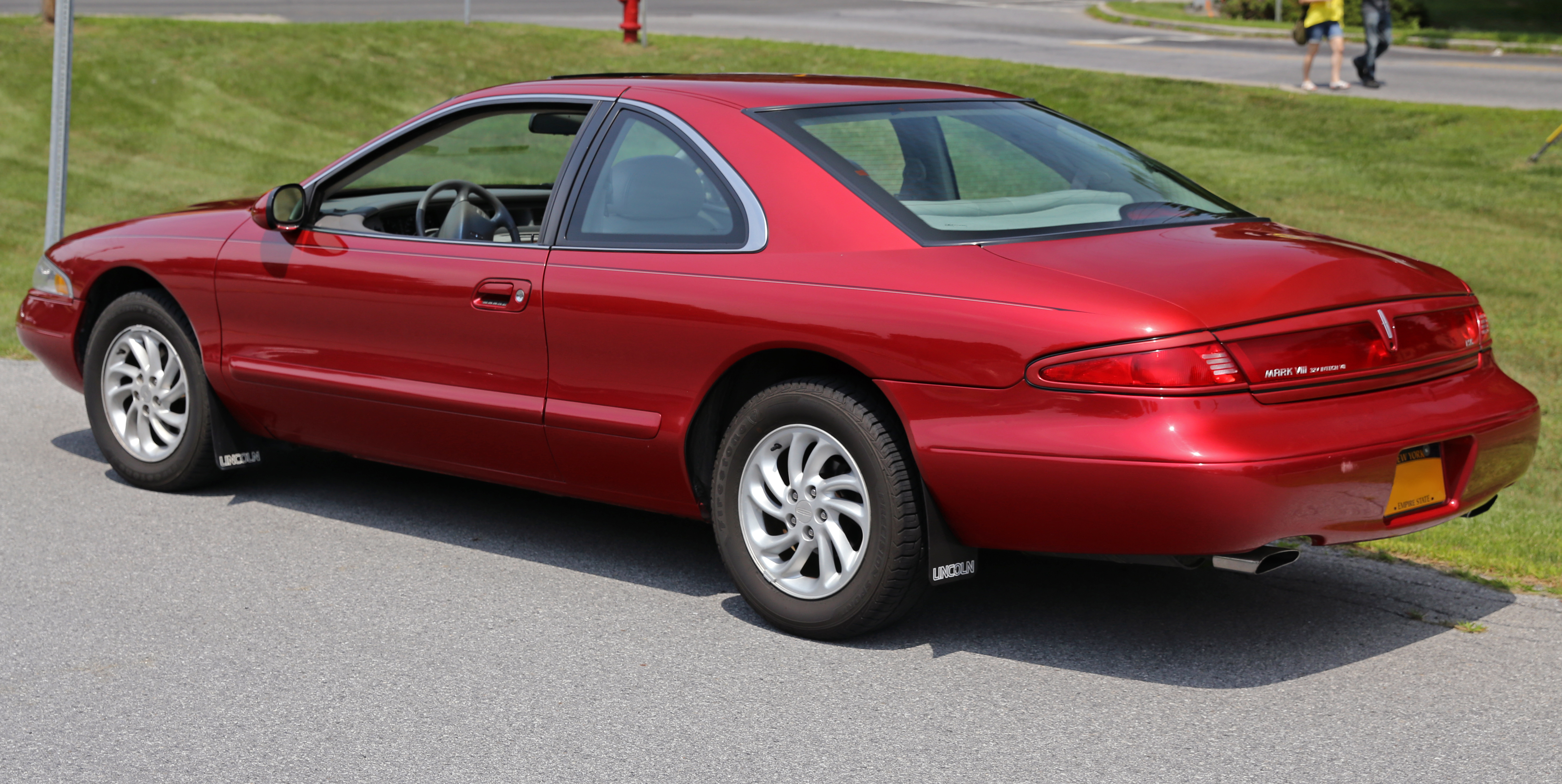
Lincoln Mark VIII LSC (1997-1998)

У 1997 році Lincoln Mark VIII отримав оновлений кузов. Передня частина стала ще більш закругленою, отримавши новий бампер, крила, алюмінієвий капот (раніше в базовій моделі використовувався пластиковий), алюмінієву радіаторну решітку і нові фари головного світла, оснащені газорозрядними лампами. У задній частині машини був використаний інноваційний червоний неонові фари для показу гальмування, у зеркалах заднього виду були вбудовані светодиодные повторители повороту. АКПП була удосконалена сильними деталями.

### Версія LSC
Версії Lincoln Mark VIII LSC (Luxury Sport Coupe) були доступні як для першого (з 1995), так і для другого покоління моделі. У такій версії автомобіль отримав більш потужну версію двигуна та двосторонній вихлоп (у звичайній версії також два вихлопні труби, але з'єднані), що розвиває потужність 290 к.с. АКПП залишилась без змін, однак був встановлений новий задній міст з передаточним числом 3,27:1. Капот був замінений на алюмінієвий, а фари головного світла нової конструкції з газорозрядними лампами ближнього світла дозволили автомобілю стати першою машиною виробництва США з цією опцією.

## Двигуни
- 4.6 л Modular Intech V8 280 к.с.
- 4.6 л Modular Intech V8 290 к.с.